# Yoron Israel
Yoron Dael Israel (* 24. November 1963 in Chicago) ist ein amerikanischer Schlagzeuger und Komponist des Modern Jazz.

## Leben und Wirken
Israel studierte zunächst an der Roosevelt University (Bachelor 1986), um 1997 seinen Master an der Rutgers University zu absolvieren. Er tourte international mit Jay Hoggard (seit 1987), David Fathead Newman und Bill Mays und legte seit 1998 Platten unter eigenem Namen vor. Sein Album Basic Traneing kam 2004 auf Platz 3 der amerikanischen Jazzcharts. Er leitet aktuell das Quartett High Standards, zu dem der Keyboarder Laszlo Gardony, der Saxophonist Lance Bryant und der Bassist Henry Lugo gehören, mit denen er die Stevie-Wonder-Tribut-CD Visions vorlegte. Auch spielte er mit Kenny Burrell, Horace Silver, Sonny Rollins, Frank Wess, der Mingus Big Band, dem Chicago Civic Orchestra und war daneben auch als Theatermusiker aktiv. Weiterhin nahm er mit Abbey Lincoln, Ahmad Jamal (Live in Paris 1996), Benny Golson, Curtis Fuller, Clark Terry, Joe Henderson, Art Farmer, Freddie Hubbard, Wolfgang Lackerschmid, Attila Zoller, Larry Coryell oder Grace Kelly auf. Nach Tom Lord war er an 91 Aufnahmesitzungen beteiligt.
Israel lehrte zunächst an der Rutgers University-Newark, der William Paterson University und The New School und ist Assistant Professor am Berklee College of Music.

## Diskographische Hinweise
- Yoron Israel & Organic: Chicago (mit Joe Lovano,  Larry Goldings, Marvin Sewell; 1998)
- Yoron Israel Connection Live at the Blue Note (mit Steve Turre, Eric Alexander, Bryan Carrott, Ed Cherry, Sean Conly; 1998)
- A Gift for You (mit Philip Harper, Lance Bryant, Donald Harrison, Bryan Carrott, James Williams, Ed Cherry, John Lockwood)
- Basic Traneing (Bill Pierce, Jay Hoggard, Kyle Koehler, Ed Cherry, Ernesto Diaz; 2003)
- Visions - The Music of Stevie Wonder (mit Lance Bryant, Laszlo Gardony, Ron Mahdi, Thaddeus Hogarth, Larry Roland)